# プルザネ
プルザネ （Plouzané、ブルトン語:Plouzane）は、フランス、ブルターニュ地域圏、フィニステール県のコミューン。

## 地理
プルザネはブレスト都市圏の西部にあたり、海に面している。海岸線はおよそ9kmある。ブレスト停泊地（fr）、特に大西洋とブレスト停泊地とをつなぐブレスト海峡（fr）に面する。岬の連続、そして外海から守られた入江が連なり、海岸はよく保存されている。フランス海軍が戦略的利益として、都市化計画が管理されていないことが原因である。海に面した土地のほとんどが国有地である。
内陸は全てレオン地方の高原である。ここの平均標高は80mである。時折深い亀裂や、広い谷が現れる。アベル＝イルデュト入江は非常に広く、特に注目に値する。ブレスト海峡が生じる前は、オルヌ川とエロルン川がペンフェルドの下谷とアベル＝イルデュト谷を北西に流れていた。
プルザネには、ブレスト・イロワーズ・テクノポールがある。

## 由来
プルザネとは、ブルトン語のplou（教区）と、アイルランド島から伝道にやってきた聖サネに由来する。

## 歴史

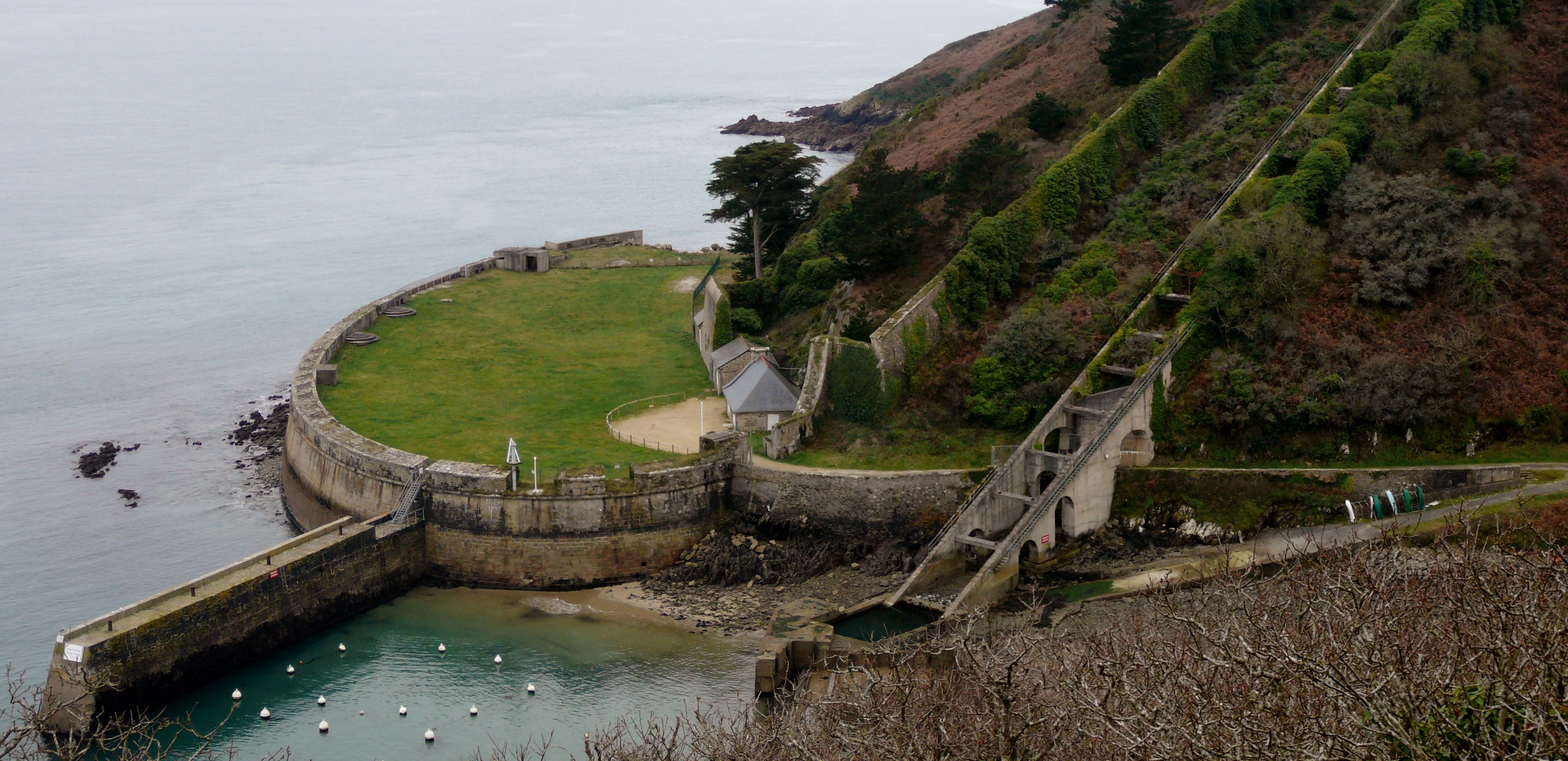
現在のメンガン砦

15世紀から18世紀のプルザネは、ロクマリア集落と一緒に1つの教区となっていた。レオン司教座中の最も裕福な農村貴族であった。16世紀のプルザネは、ブレストとサン＝ルナンの代官区に属した。
1630年頃、宰相リシュリューが、重要な軍港で工廠であるブレスト泊地の待避所を設置した。イロワーズ海をブレスト泊地から隔てるブレスト海峡は守らねばならない場所だった。この防衛線を定義したのはヴォーバンである。4箇所の砦がプルザネ内に設置され、その後の近代化と軍事技術の進化に適応していった。1763年、そのうちの1つメンガン砦には250人の守備隊が駐屯し、42台の砲台が設置されていた。
フランス革命後、プルザネとロクマリアの教区は、聖職者民事基本法に抵抗した。1792年、40人から50人の武装した男達に守られながら、まだ宣誓を行っていない聖職者がミサを司っていた。
1896年の記録では、サン・メン修道会がプルザネの病人のいる家庭に対し無料で世話をしていたことが記されている。
第二次世界大戦中、ドイツ占領下にあったプルザネがアメリカ軍に解放されたのは、1944年9月13日で、15日以上の激しい戦闘の後であった。
元々は過疎地であったプルザネは、1960年代から飛躍的に成長した。この時代に、プルザネ近くに工場や研究センターが設置されたためだった。

## 人口統計
| 1962年 | 1968年 | 1975年 | 1982年 | 1990年 | 1999年 | 2006年 | 2010年 |
| ------ | ------ | ------ | ------ | ------ | ------ | ------ | ------ |
| 2026   | 3002   | 5167   | 8845   | 11400  | 12045  | 11742  | 11717  |

参照元:1962年までEHESS、1968年以降INSEE

## ブルトン語
Ya d'ar brezhoneg憲章の遵守が、2008年12月15日にコミューン議会で可決された。
2007年の新学期において、プルザネの児童の3.5%が二言語学校に在籍していた。

## 姉妹都市
- キルラッシュ、アイルランド
- ステレ、ドイツ
- ペンコード、ウェールズ
- チェッカーノ、イタリア